# Steven Universe: Unleash the Light
Steven Universe: Unleash the Light es un videojuego de acción y aventuras que tiene lugar después de la serie animada Steven Universe. El juego es el tercer y último juego de la trilogía Light, después de Attack the Light y Save the Light. El juego fue desarrollado por Grumpyface Studios y publicado por Cartoon Network Games. La historia fue escrita por Rebecca Sugar y presenta las voces del elenco original del programa.
Inicialmente, el juego solo se lanzó en iOS en noviembre de 2019 como parte del lanzamiento de Apple Arcade. Poco más de un año después, en febrero de 2021, el juego se lanzó simultáneamente en PC, Xbox One, PlayStation 4, y Nintendo Switch.

## Jugabilidad
Teniendo lugar después de la conclusión del programa de televisión, el juego comienza cuando Steven descubre que hay dos prismas de luz más después de los eventos de Save The Light.
El juego sigue el formato clásico de RPG, con el jugador subiendo de nivel a sus personajes luchando contra enemigos en varias áreas que actúan como mazmorras. La lucha es estratégica, con turnos y una cantidad limitada de ataques por turno. Cada personaje tiene sus propios movimientos únicos, y muchos de los de Steven se basan en la curación.
El jugador solo puede usar cuatro personajes a la vez. Steven siempre está en el grupo y el jugador puede elegir agregar Garnet, Pearl, Amethyst, Lapis Lazuli, Bismuth, Peridot, Connie o Greg. Durante la batalla, algunos personajes tienen la capacidad de fusionarse. A diferencia de los juegos anteriores, los jugadores tienen la opción de desbloquear trajes alternativos para los personajes.

## Recepción
La versión para iOS del juego fue elogiada por la crítica. Recibió 5 estrellas en TouchArcade, que lo describió como una "joya de Apple Arcade", mientras que Game Informer lo llamó "un diamante en bruto entre las adaptaciones de películas/televisión a videojuegos". George Foster de RPGSite comentó que si bien los fanáticos del programa apreciarán más el juego, tiene una jugabilidad que "será suficiente por sí sola" para los que no son fanáticos y elogió las interacciones de los personajes por haber mejorado desde Save The Light. Mike Fahey de Kotaku declaró que apreciaba la simplicidad del juego, comparándolo con Paper Mario en su mecánica de juego y diciendo que nunca se sintió inflado.